# 丁景安
丁景安（英語：Jan Ching-an Ting，1948年12月17日—）是一位美国华人教授，任教于费城的天普大学。

## 生平
1948年出生在密歇根州安娜堡，祖籍上海，1970年毕业于欧柏林学院，1972年毕业于夏威夷大学马诺阿分校，1975年毕业于哈佛法学院，1977年被聘为天普大学法学教授。1990年被美国总统乔治·H·W·布什任命为美国司法部美国移民及归化局的局长助理。1993年重返天普大学任教。

## 家庭
父母分别于1937年和1938年来到美国留学，由于排华法案并未消除，并不能取得美国国籍，父亲1943年获得密歇根大学医学学位，后加入美国陆军担任随军医疗救助人员，亲历突出部之役，1945年在法国随军加入美国国籍。